# Market Weston
Market Weston est un village et une paroisse civile du Suffolk, en Angleterre.